# St. Andreas (Thale)

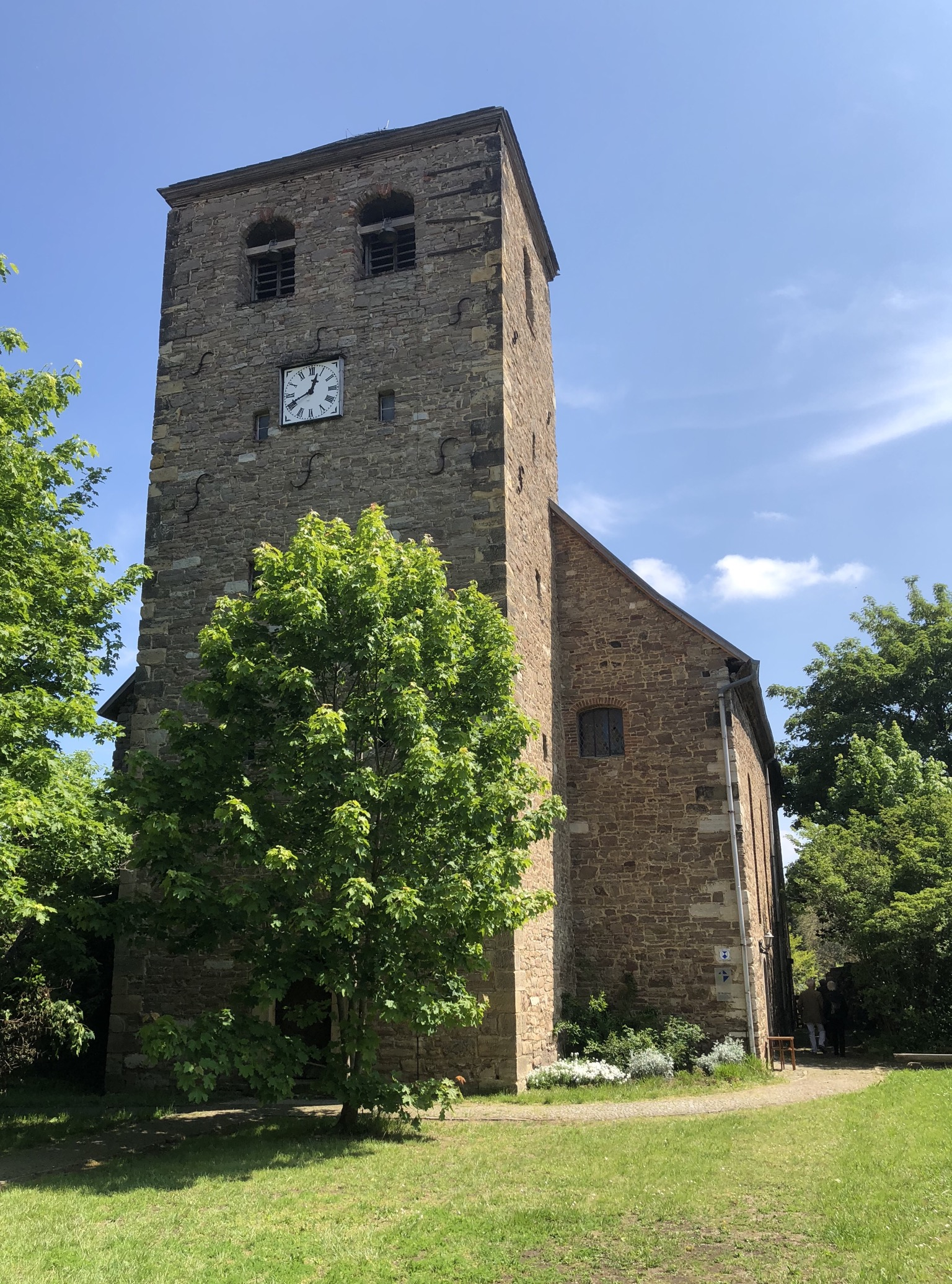
St. Andreas, 2019

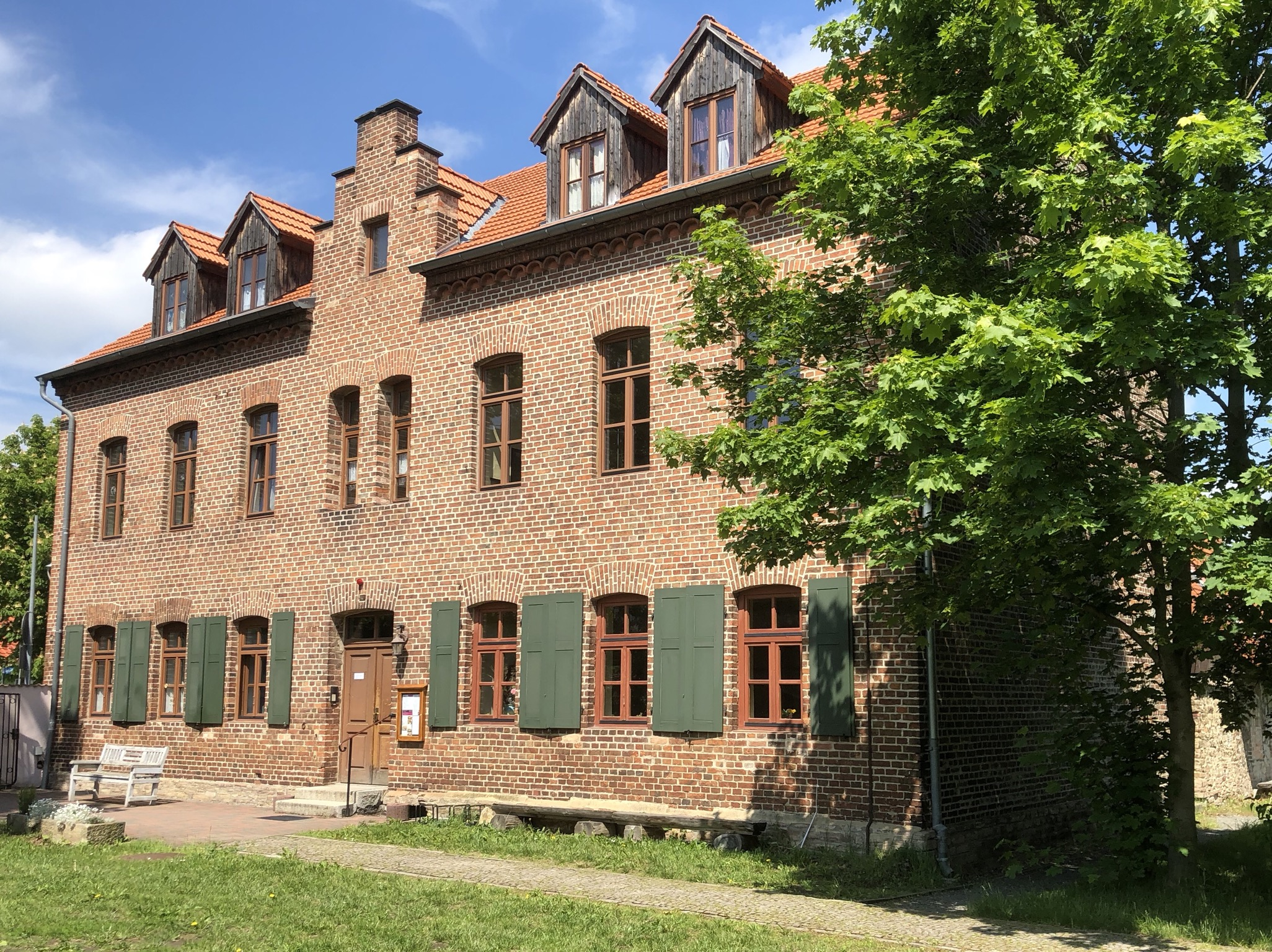
Schulhaus

Die St.-Andreas-Kirche ist eine denkmalgeschützte Kirche in Thale in Sachsen-Anhalt. Sie gehört zum Kirchenkreis Halberstadt der Evangelischen Kirche in Mitteldeutschland.

## Lage
Sie steht auf der Südseite der Kirchstraße an der Adresse Kirchstraße 2, südlich erstreckt sich das Kloster Wendhusen. Westlich der Kirche steht ein historisches Schulhaus.

## Architektur und Geschichte
Die Kirche entstand im späten 15. Jahrhundert wohl im Gebiet des ehemaligen Nonnenklosters Wendhusen und des im Hochmittelalter bestehenden Grafenhofs. Ihre heutige spätbarocke Gestalt erhielt die Kirche bei einer Erneuerung in den Jahren von 1786 bis 1790, wobei vermutlich auch Reste des Klosters mit einbezogen wurden. Andere Angaben nennen den Zeitraum 1787 bis 1790 und bezeichnen die Kirche als Neubau unter Einbeziehung älterer Teile.
Westlich des langen rechteckigen Schiffs steht ein auf quadratischem Grundriss errichteter Kirchturm aus der Mitte des 16. Jahrhunderts. Er wird von einem Zeltdach bedeckt. Am Turm befindet sich auf der Westseite ein mit dem Jahr 1790 datiertes Portal.
Im Inneren wird die Kirche von einer flachen Decke überspannt. An den Längsseiten befinden sich Emporen, wobei im Altarraum an beiden Seiten Logenprospekte bestehen. Bemerkenswert ist der 1718 gefertigte Kanzelaltar. Der Korb der Kanzel wird auf beiden Seiten von gedrehten, mit Weinlaub umrankten Säulen flankiert. Es gibt verschiedenen figürlichen Schmuck, der Engel und Evangelisten darstellt.  An den Seiten des Altars und am oberen Abschluss finden sich Akanthusschnitzereien. Im oberen Abschluss ist ein von den Schnitzereien eingerahmtes Allianzwappen der Familien von Wartenberg und von Bülow zu sehen. Bekrönt wird der Kanzelaltar von einer Christus mit einer Siegesfahne darstellenden Figur.
Der Orgelprospekt ist schlicht gehalten und stammt aus der Bauzeit der Kirche. Die Bildfenster entstanden im Jahr 1884.
Es bestehen mehrere Epitaphe aus der Zeit vom 16. bis zum 18. Jahrhundert. Bemerkenswert ist ein als ganze Figur dargestelltes Pfarrerbildnis aus der ersten Hälfte des 18. Jahrhunderts. Ein Wandepitaph für den 1716 verstorbenen Otto Werner von Steuben, entstand 1719 aus schwarzen und weißen Marmor und orientiert sich in der Gestaltung an in der gleichen Zeit entstandenen Werken in Leipzig. Sie zeigt von Steuben in Lebensgröße umrahmt von zwei Allegorien und Schmuck aus Fahnen und Waffen. Die Bekrönung besteht aus einer Trinität mitsamt Engeln.
Außen an der Nordseite der Kirche besteht ein weiteres Figurengrabmal.

## Schulhaus
Das zweigeschossige Schulhaus westlich der Kirche entstand als Typenbau aus Backstein in der Mitte des 19. Jahrhunderts und diente zugleich auch als Wohnhaus des Kantors. Es ist schlicht und mit symmetrisch ausgebildeter Fassade gestaltet. Die Raumaufteilung ist im Original erhalten, auch Ausstattungselemente wie Türen und Treppen sind bauzeitlich (Stand 2018). Die räumliche Nähe von Kirche und Schule entspricht dem damaligen Funktionsverständnis und ist heute städtebaulich und lokalgeschichtlich bedeutend.
Im örtlichen Denkmalverzeichnis ist das Wohnhaus unter der Erfassungsnummer 094 45357 als Baudenkmal verzeichnet.